# Axel Essén
Anders Axel Harald Essén, född 13 mars 1880 i Göteborg, död 22 juni 1951, var en svensk författare, journalist och manusförfattare. Han var son till Ludvig Essén och Ellen Rosenquist af Åkershult. Han gifte sig 1906 med Anna Östling (1879–1941).
Essén blev efter studier vid Uppsala universitet köpenhamnskorrespondent i en rad tidningar 1906–1908. 1908–1911 var han därefter medarbetare i Göteborgsposten, och i Stockholms-Tidningen 1911–1918. Essén blev sedan redaktör för Vecko-Journalen 1919–1928, och chefredaktör vid Åhlén & Åkerlunds förlag 1923–1928. Under pseudonymen Anders Eje skrev Essén underhållningstexter i novell- och romanform. De kortare berättelserna publicerades bland annat i Lektyr. 
Bland hans verk märks de humoristiska Georg Kessners generalkupp (1915) och Fru Mariannes vasaller (1930), reseskildringarna Folk, fä och fakirer (1922) och vidare Färgade friherrar (1923), Zodiakringen, äventyrsroman från Ceylon (1927) samt ett antal teaterpjäser.
Han var också verksam som översättare från engelska.

## Översättningar (urval)
- Richard Halliburton: Det gyllene spåret (New worlds to conquer) (Schildt, 1930)
- Deneys Reitz: Med döden i hälarna: en sjuttonårings äventyr under boerkriget (Commando) (Schildt, 1933)
- Edgar Wallace: Hertigen gör slag i saken (The duke in the suburbs) (Saxon & Lindström, 1937)
- W. Somerset Maugham: Magikern (The magician) (Saxon & Lindström, 1937)
- P. G. Wodehouse: Den vita fjädern (White feather) (Saxon & Lindström, 1939)

## Filmografi
- 1920 – Ett ödesdigert inkognito
- 1936 – Full fart söderut